# Serpentinização

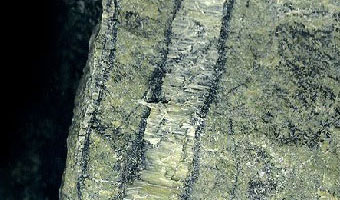
Serpentinite parcialmente constituída por crisótilo (da Eslováquia).

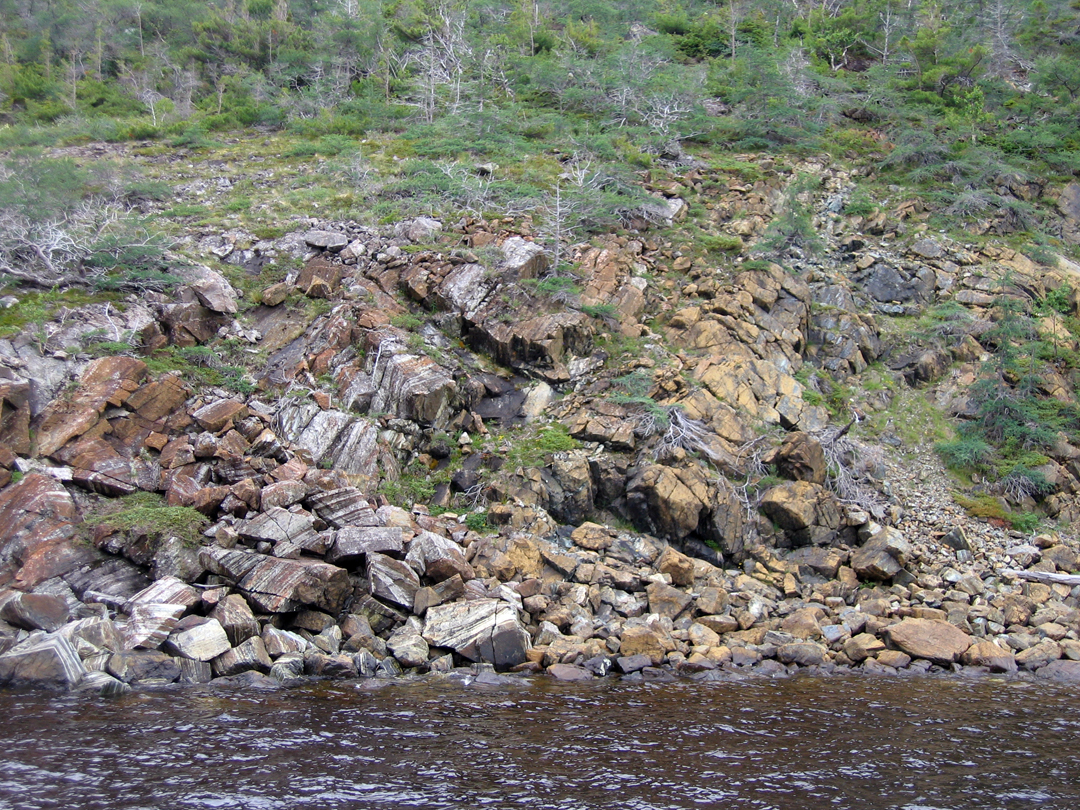
Ofiolito do Gros Morne National Park, Newfoundland. Os ofiolitos apresentam uma componente serpentínica característica.

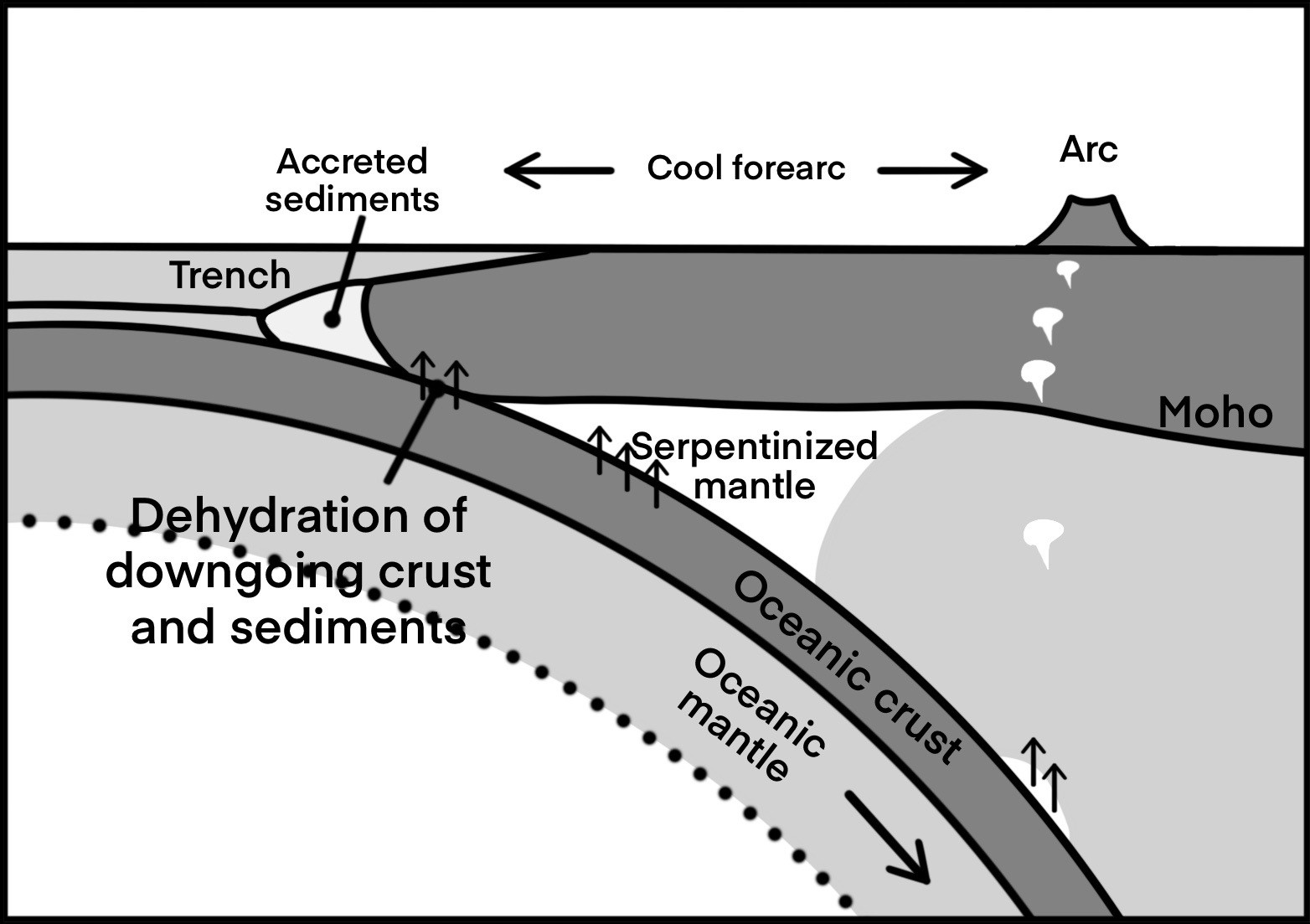
Hidratação do manto no antearco devido à água expelida da parte mais profunda da placa subductora (adaptado de Hyndman and Peacock, 2003).

Serpentinização é tipo de metamorfismo que conduz à hidratação e transformação de minerais ferromagnesianos (como a olivina e as piroxenas) contidos em rochas máficas e ultramáficas para produzir os minerais típicos da serpentinite. Os minerais formados por serpentinização incluem os pertencentes ao grupo serpentina (antigorite, lizardite e crisótilo), brucite, talco, ligas de Ni-Fe e magnetite. Esta forma de alteração mineral é particularmente importante na crosta oceânica junto aos limites de placas tectónicas.

## Formação e petrologia
A serpentinização é uma forma de metamorfismo de baixas temperaturas (0 a ~600 °C)  que afeta os minerais ferromagnesianos contidos em rochas máficas e ultramáficas, tais como o dunito, a harzburgite ou a lherzolite. As rochas que contém aqueles minerais apresentam baixo teor em sílica sendo compostas primariamente por olivinas ((Mg2+, Fe2+)
2SiO
4
), piroxenas (XY(Si,Al)
2O
6
) e cromite (aproximadamente FeCr
2O
4
). O processo de serpentinização é determinado largamente pela hidratação mineral e oxidação das olivinas e piroxenas para formar minerais do grupo das serpentinas (antigorite, lizardite e crisótilo), brucite (Mg(OH)
2
), talco (Mg3Si4O10(OH)2, e magnetite (Fe
3O
4
).
Sob as condições químicas incomuns que acompanham a serpentinização, a água é o agente oxidante e é reduzida a hidrogénio molecular, 
H2. Esse processo conduz a reações subsequentes nas quais são produzidos compostos raros de elementos nativos do grupo ferro, tais como a awaruite (
Ni3Fe) e o ferro nativo (ou ferro telúrico). Também são produzidos compostos orgânicos, como o metano e outros hidrocarbonetos, e sulfeto de hidrogénio.
Durante serpentinização, são absorvidas na rocha grandes quantidades de água, aumentando o seu volume, e por essa via reduzindo a sua densidade e destruindo a estrutura original. A densidade varia de 3,3 para 2,5 g/cm3, com o correspondente aumento de volume na ordem dos 30-40%. A reação é altamente exotérmica, libertando até 40 kJ por mole de água que reaja com a rocha, podendo em consequência a temperatura da rocha ser aumentada em cerca de 260 ºC, fornecendo a energia térmica necessária para permitir a formação de fontes hidrotermais não vulcânicas. O hidrogénio, metano e sulfeto de hidrogénio produzidos durante a serpentinização são libertados nessas fontes hidrotermais e fornecem as fontes de energia que alimentam as comunidades de  microorganismos quimiotróficos do mar profundo.

### Formação de minerais do grupo da serpentina
A olivina é uma solução sólida de forsterite, o termo extremo magnesiano de (Mg2+, Fe2+)
2SiO
4
, e faialite, o termo extremo férrico, com a forsterite tipicamente a corresponder a cerca de 90% do teor em olivinas nas rochas ultramáficas. Os minerais do grupo serpentina podem ser formados a partir das olivinas via diversas reações:

| Forsterite 3 Mg 2 SiO 4 + dióxido de silício SiO 2 + 4 H 2 O → serpentina 2 Mg 3 Si 2 O 5 (OH) 4 | \| \| \| \| \| \| \| \| | (Reacção 1a) |
|                                                                                                  |                         |              |
|                                                                                                  |                         |              |

| Forsterite 2 Mg 2 SiO 4 + água 3 H 2 O → serpentina Mg 3 Si 2 O 5 (OH) 4 + brucite Mg(OH) 2 | \| \| \| \| \| \| \| \| | (Reacção 1b) |
|                                                                                             |                         |              |
|                                                                                             |                         |              |
A primeira das reações (reacção 1a) liga fortemente a sílica, diminuindo sua atividade química aos valores mais baixos vistos em rochas comuns da crosta terrestre. A serpentinização prossegue então através da hidratação da olivina para produzir serpentina e brucite (reacção 1b, a segunda das reações atrás). A mistura de serpentina e brucite formada pelas reações atrás apresenta a mais baixa atividade termodinâmica da sílica na serpentinite, de modo que a fase de brucita é muito importante para entender a serpentinização. No entanto, a brucite é frequentemente misturada com a serpentina, de modo que é difícil identificá-la, exceto por difração de raios-X, e é facilmente alterada sob condições de meteorização superficial.
Um conjunto semelhante de reações envolve minerais do grupo das piroxenas:

| Enstatite 3 MgSiO 3 + dióxido de silício SiO 2 + H 2 O → talco Mg 3 Si 4 O 10 (OH) 2 | \| \| \| \| \| \| \| \| | (Reacção 2a) |
|                                                                                      |                         |              |
|                                                                                      |                         |              |

| Enstatite 6 MgSiO 3 + 3 H 2 O → serpentina Mg 3 Si 2 O 5 (OH) 4 + talco Mg 3 Si 4 O 10 (OH) 2 | \| \| \| \| \| \| \| \| | (Reacção 2b) |
|                                                                                               |                         |              |
|                                                                                               |                         |              |
A primeira das reações anteriores (reacção 2a) cessa quando a sílica deixa de estar disponível, prosseguindo o processo pela segunda daquelas reações (reacção 2b). Quando a olivina é abundante, a atividade da sílica cai o suficiente para que o talco comece a reagir com a olivina:

| Forsterite 6 Mg 2 SiO 4 + talco Mg 3 Si 4 O 10 (OH) 2 + água 9 H 2 O → serpentina 5 Mg 3 Si 2 O 5 (OH) 4 | \| \| \| \| \| \| \| \| | (Reacção 3) |
| |                         |             |
| |                         |             |
Esta reação requer temperaturas mais altas do que aquelas nas quais a brucita se forma.
A mineralogia final depende das composições de rocha e fluido, temperatura e pressão. A antigorite forma-se em reações a temperaturas que podem exceder 600 ºC durante o metamorfismo, e é o mineral do grupo serpentina estável nas temperaturas mais altas. A lizardite e o crisótilo podem formar-se em temperaturas baixas, geralmente presentes muito perto da superfície.

### Decomposição do diopside e formação de rodingites
As rochas ultramáficas geralmente contêm piroxenas ricas em cálcio (diopside ou diópsido), que se decompõe de acordo com a reação:

| Diopside 3 CaMgSi 2 O 6 + 6 H + → serpentina Mg 3 Si 2 O 5 (OH) 4 + 3 Ca 2+ + H 2 O + dióxido de silício 4 SiO 2 | \| \| \| \| \| \| \| \| | (Reacção 4) |
| |                         |             |
| |                         |             |
Esta reacção aumenta tanto o pH, frequentemente para valores muito altos, quanto o teor de cálcio dos fluidos envolvidos na serpentinização. Esses fluidos são altamente reativos e podem transportar cálcio e outros elementos para as rochas máficas circundantes. A reação do fluido com essas rochas pode criar zonas de reacção metassomática enriquecidas em cálcio e empobrecidas em sílica, denominadas rodingites.

### Formação de magnetite e de hidrogénio
Na maioria das rochas crustais, a atividade química do oxigénio é impedida de cair para valores muito baixos pelo tampão redox faialite-magnetite-quartzo (FMQ). A atividade química muito baixa da sílica durante a serpentinização elimina esse tampão, permitindo que a serpentinização produza condições altamente redutoras. Nessas condições, a água é capaz de oxidar iões ferrosos (
Fe2+) na faialite. O processo é interessante porque gera hidrogénio molecular gasoso:

| Fayalite 3 Fe 2 SiO 4 + água 2 H 2 O → magnetite 2 Fe 3 O 4 + dióxido de silício 3 SiO 2 + hidrogénio 2 H 2 | \| \| \| \| \| \| \| \| | (Reação 5) |
| |                         |            |
| |                         |            |
Contudo, estudos realizados sobre as serpentinites sugerem que os minerais de ferro são inicialmente convertidos em brucite ferroana, isto é, brucite contendo Fe(OH)
2
, que por sua vez segue a reação de Schikorr nas condições anaeróbicas da serpentinização:

| hidróxido ferroso 6 Fe(OH) 2 → magnetite 2 Fe 3 O 4 + água 4 H 2 O + hidrogénio 2 H 2 | \| \| \| \| \| \| \| \| | (Reacção 6) |
|                                                                                       |                         |             |
|                                                                                       |                         |             |
As condições máximas de redução e a taxa máxima de produção de hidrogénio ocorrem quando a temperatura de serpentinização está entre 200 e 315 ºC e quando os fluidos estão insaturados em carbonato. Se a rocha ultramáfica original (o protólito) é peridotito, que é rica em olivina, são produzidos consideráveis quantidades de magnetite e hidrogénio. Quando o protólito é a piroxenite, que contém mais piroxena do que olivina, o talco rico em ferro é produzido sem magnetite e apenas com uma modesta produção de hidrogénio. A infiltração de fluidos contendo sílica durante a serpentinização pode suprimir tanto a formação de brucita quanto a subsequente produção de hidrogénio.
A cromite presente no protólito será alterado para magnetite rica em cromo em temperaturas de serpentinização mais baixas. Em temperaturas mais altas, aquele mineral é alterado para cromite rica em ferro (ferrite-cromite). Durante a serpentinização, a rocha é enriquecida em cloro, boro, flúor e enxofre. O enxofre é então reduzido a sulfeto de hidrogénio e minerais de sulfeto, embora quantidades significativas sejam incorporadas em minerais de serpentina, e alguns podem posteriormente ser reoxidados a minerais de sulfato, como a anidrite. Os sulfetos produzidos incluem sulfetos ricos em níquel, como mackinawite.

### Metano e outros hidrocarbonetos
Experiências realizadas em laboratório confirmaram que a uma temperatura de 300 ºC e uma pressão de 500 bar, a olivina serpentiniza com libertação de hidrogénio molecular gasoso. Além disso, metano e hidrocarbonetos complexos são formados através da redução do dióxido de carbono. O processo pode ser catalisado pela magnetite formada durante a serpentinização. Uma via de reação é:

| forsterite 18 Mg 2 SiO 4 + fayalite 6 Fe 2 SiO 4 + 26 H 2 O + CO 2 → serpentina 12 Mg 3 Si 2 O 5 (OH) 4 + magnetite 4 Fe 3 O 4 + metano CH 4 | \| \| \| \| \| \| \| \| | (Reacção 7) |
| |                         |             |
| |                         |             |

## Metamorfismo a altas pressão e temperatura
Lizardite e crisótilo são estáveis em baixas temperaturas e pressões, enquanto a antigorite é estável em altas temperaturas e pressões. A presença daqueles minerais numa serpentinite indica que a serpentinização ocorreu a pressão e temperatura excecionalmente altas ou que a rocha experimentou metamorfismo de alto grau após a conclusão da serpentinização.
A infiltração de fluidos portadores de CO2 na serpentinite causa alteração para carbonato de talco. Naquela alteração, a brucite é rapidamente convertida em magnesite e os minerais do subgrupo serpentina (exceto a antigorite) são convertidos em talco. A presença de pseudomorfos dos minerais serpentiníticos originais mostra que esta alteração ocorre após a serpentinização.
A serpentinite pode conter clorite (um filossilicato), tremolite (Ca2(Mg5.0-4.5Fe2+0.0-0.5)Si8O22(OH)2), e olivina metamórfica e diopsídeo (piroxena rica em cálcio). Isso indica que a serpentinite sofreu metamorfismo mais intenso, atingindo as fácies metamórticas dos xistos verdes superiores ou dos anfibolitos.
Acima de 450 ºC, a antigorite começa a se decompor. Assim, a serpentinitd-e não ocorre em fácies metamórficas superiores.

## Produção extraterrestre de metano por serpentinização
A presença de vestígios de metano na atmosfera de Marte foi levantada como uma possível evidência de vida em Marte, levantando a possibilidade de o metano presenta na atmosfera daquele planeta ser produzido por atividade bacteriana. Em oposição a essa teoria, a serpentinização foi proposta como a fonte não biológica alternativa para os vestígios de metano observados. Em 2022, foi relatado que o exame microscópico do meteorito ALH 84001, cuja origem se postula ser Marte, mostra que, de facto, a matéria orgânica que aquele meteorito contém foi formada por serpentinização e não por processos biológicos.
Usando dados dos sobrevoos da sonda Cassini obtidos nos anos de 2010–2012, foi possível confirmar que a lua de Saturno Enceladus provavelmente tem um oceano de água líquida sob sua superfície congelada. Um modelo sugere que o oceano de Enceladus tem um pH alcalino de 11–12. O alto pH é interpretado como uma consequência fundamental da serpentinização de rocha condrítica, que leva à geração de 
H2, uma fonte geoquímica de energia que pode suportar a síntese abiótica e biológica de moléculas orgânicas.

## Ambientes de formação
A serpentinização ocorre nas dorsais oceânicas, no antearco das zona de subducção, em estruturas de ofiolitos e em intrusões ultramáficas.

### Dorsais oceânicas
Nas dorsais oceânicas as condições são altamente favoráveis à serpentinização, especialmente em dorsais de expansão lenta a ultralenta. Naquelas circunstâncias, a taxa de expansão crustal é alta em comparação com o volume de magmatismo, trazendo a rocha ultramáfica do manto muito perto da superfície onde a presença de extensos sistemas de fraturas permite que a água do mar se infiltre profundamente na rocha.
A serpentinização em dorsais mesoceânicas de expansão lenta pode fazer com que a descontinuidade sísmica de Moho seja colocada na frente de serpentinização, em vez da base da crosta, conforme definido por critérios petrológicos normais. O Maciço de Lanzo, nos Alpes Italianos, mostra uma frente de serpentinização acentuada que pode ser um Moho sísmico relíquia.

### Zonas de subducção
A serpentinização é um fenómeno importante em zonas de subducção, exercendo um forte controlo sobre o ciclo geoquímico da água e a geodinâmica das zonas de subducção. Naquelas zonas a rocha do manto é arrefecida pela laje de subducção até temperaturas nas quais a serpentinite é estável e são libertados fluidos em grande quantidade da laje de subducção para as rochas ultramáficas do manto, alterando o seu quimismo.
Foi detetada evidência direta de que a serpentinização está em curso no arco insular das Ilhas Marianas, fornecida pela atividade de vulcões de lama serpentiníticos. Estes vulcões de lama emitem ocasionalmente xenólitos de harzburgite e, menos frequentemente, de dunite, fornecendo assim informação direta sobre a natureza do protólito a partir do qual ocorre a serpentinização.
Como a serpentinização aumenta o volume e, em consequência, diminui a densidade da rocha original, a serpentinização pode levar à elevação de segmentos da crusta por isostasia, o que cria cadeias montanhosas costeiras acima dos troços de antearco do manto. Nessas circunstâncias, uma elevação adicional pode trazer a serpentinite à superfície quando a subducção cessa, como ocorreu com a formação de serpentinite exposta no Presídio de San Francisco (Presidio of San Francisco).
Rocha ultramáfica serpentinizada é encontrada em muitos ofiolitos, fragmentos de litosfera oceânica que foram empurrados sobre a crusta continental num processo tectónico designado por obducção. Os ofiolitos consistem geralmente numa camada de harzburgito serpentinizado (às vezes chamado de peridotito alpino em textos mais antigos), a que se junta uma camada de diabases e de basalto em almofada (pillow lava) alterados hidrotermicamente e uma camada de sedimentos de águas profundas contendo  cherte de radiolárias em fita. Como a serpentinização aumenta o volume e diminui a densidade da rocha original, a serpentinização pode levar à elevação isostática das rochas, a qual cria cadeias costeiras acima das zonas de antearco.

## Implicações
Estudos da propagação de ondas sísmicas permitiram detetar a presença de grandes corpos de serpentinite na crusta terrestre e no manto superior, uma vez que a serpentinização tem um grande impacto na velocidade da onda de cisalhamento. Um maior grau de serpentinização leva a uma menor velocidade da onda S e a uma maior razão de Poisson. Medições da propagação das ondas sísmicas confirmam que a serpentinização é muito comum nas zonas de antearco que bordejam as zonas de subducção.
A presença de serpentinização pode produzir uma descontinuidade Moho invertida, em que a velocidade de propagação das ondas sísmicas diminui abruptamente ao longo do limite crosta-manto, o que é o oposto ao comportamento usual. A serpentinite é altamente deformável, criando uma zona assísmica no antearco, na qual as serpentinites deslizam à mesma velocidade da região estável da placa. A presença de serpentinite pode limitar a profundidade máxima dos hipocentros dos sismos de megaimpulso, pois impede a ruptura no manto do antearco.